# صاقورية بنفسجية
صاقورية بنفسجية (الاسم العلمي: Calvatia violascens) هي نوع من الفطريات يتبع جنس الصاقورية من الفصيلة الغاريقونية.